# Siraks Bog
Siraks Bog tilhører gruppen af bøger også omtalt som de apokryfe skrifter. Skriftet tilskrives en skriftklog, hellenistisk jøde fra omkring år 180-190 f.Kr. ved navn Jesus Siraks søn. I transskription fra hebraisk: Shimon ben Yeshua ben Eliezer ben Sira eller blot Yeshua Ben Sirach (שמעון בן יהושע בן אליעזר בן סירא).,
Sirak levede i Jerusalem i tiden, hvor byen var under kontrol af det persiske seleukidedynasti.
Skriftet kendes også under dets hebraiske navn Ben Sira, og omtales især som sådan i akademiske kredse i engelsksprogede lande. Skriftet benævnes alternativt under sit latinske navn Ecclesiasticus.
Siraks Bog tilhører visdomslitteraturen, hvorfor den kan siges at være beslægtet med Visdommens Bog, og det blev af Martin Luther anset for at være et godt og opbyggeligt skrift som det var tilrådeligt at læse, men som ikke havde kanonisk status. Skriftet har tidligere været printet med samlingen af apokryfer som tillæg til Biblens kanon. Siraks bog indeholder mange kortere, aforistiske udsagn og postulater om den guddommelige visdom og verdensorden.